# Locul fosilifer de la Soceni
Locul fosilifer de la Soceni (monument al naturii), este o arie protejată de interes național ce corespunde categoriei a III-a IUCN (rezervație naturală de tip paleontologic), situată în județul Caraș-Severin, pe teritoriul administrativ al comunei Ezeriș.
Rezervația naturală aflată în partea estică a satului Soceni, are o suprafață de 0,40 ha, și reprezintă o zonă colinară acoperită cu vegetație ierboasă, unde se găsesc resturi fosile tortoniene, constituite din schelete de vertebrate (păsări, reptile, amfibieni, rozătoare) și resturi fosile de nevertebrate (coleoptere, heteroptere, arahnide, miriapode, gasteropode, diptere), depozitate în roci sedimentare constituite din nisipuri, nisipuri aluvionare și gresii.